# Skewb diamante
El Skewb diamante es un rompecabezas mecánico similar al cubo de Rubik. Posee 14 piezas móviles que pueden ser dispuestas en 138.240 combinaciones diferentes. Este rompecabezas es el poliedro dual del Skewb.

## Descripción
El Skewb diamante tiene 6 piezas correspondientes a esquinas de forma octaédrica y 8 piezas triangulares correspondientes a los centros de cada cara. Todas las piezas se pueden mover en relación con cualquier otra.

## Soluciones óptimas
El máximo número de giros necesarios para resolver el Skewb diamante es de 10. En la tabla se resume el número de posiciones p requieren n giros para resolver el rompecabezas.
| n     | p       |
| ----- | ------- |
| 0     | 1       |
| 1     | 8       |
| 2     | 48      |
| 3     | 288     |
| 4     | 1 632   |
| 5     | 8 568   |
| 6     | 36 114  |
| 7     | 74 799  |
| 8     | 16 547  |
| 9     | 220     |
| 10    | 15      |
| Total | 138 240 |